# Бабичев, Александр Константинович
Александр Константинович Бабичев — советский хозяйственный, государственный и политический деятель.

## Биография
Родился в 1929 году в селе Бровничи. Член КПСС с 1958 года.
С 1949 года — на хозяйственной, общественной и политической работе. В 1949—1980 гг. — первый помощник капитана на пароходе «Буденовец», первый помощник капитана парохода «Шахтер», капитан Витимского техучастка Ленского пароходства, капитан пароходов «Комсомол», «Анабар», «Рион» Пеледуйской РЭБ Ленского пароходства.
За высокую эффективность и качество работы на транспорте посмертно в составе коллектива был удостоен Государственной премии СССР за выдающиеся достижения в труде 1980 года.
Умер в Пеледуе в 1980 году.